# Die Walküre
A Valquíria (em alemão:  Die Walküre) é uma ópera do compositor alemão Richard Wagner, a segunda parte das quatro que compõem a tetralogia Der Ring des Nibelungen ("O Anel do Nibelungo"). Sua estréia ocorreu no Teatro Nacional em Munique em 26 de junho de 1870, antes mesmo do término da ciclo do Anel. Para esta obra, Wagner se inspirou na lenda nórdica da Saga de Volsunga. A parte mais popularizada é a passagem musical da Cavalgada das Valquírias, que abre a primeira cena do terceiro ato.

## Sinopse

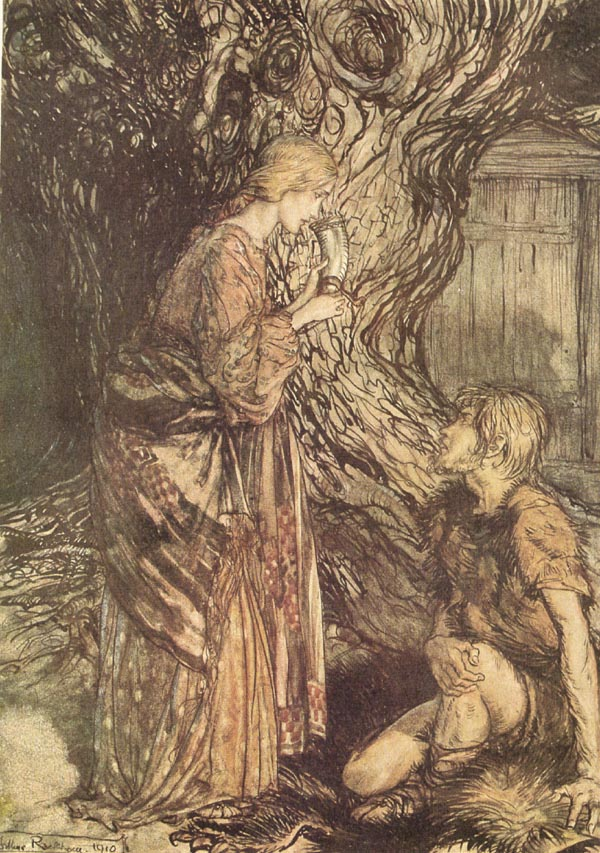
Sieglinde oferece ao exausto Siegmund hidromel para beber.

### Ato I

#### Cena I
A obra é iniciada com personagens cujas identidades são desconhecidas, uma técnica já usada pelo autor em outras óperas fora da tetralogia do Anel, como Lohengrin. Durante uma grande tempestade, Sigmund procura abrigo na residência do guerreiro Hunding. O local é uma habitação rude, e há uma grande árvore no centro da sala. O dono da casa não se encontra no local, mas, exaurido e caindo próximo a uma lareira, Siegmund é recepcionado por Sieglinde, esposa infeliz de Hunding. Ele lhe conta que estava escapando de seus inimigos e que agora está ferido. Após beber um pouco de hidromel oferecido pela mulher, já se direciona para a saída alegando estar amaldiçoado pelo infortúnio. Ele acrescenta que sempre leva a desgraça onde quer que vá. Entretanto, ela o convida a permanecer, justificando que ele não pode trazer infortúnio a um lar onde a má sorte já reside, em referência a sua infelicidade.

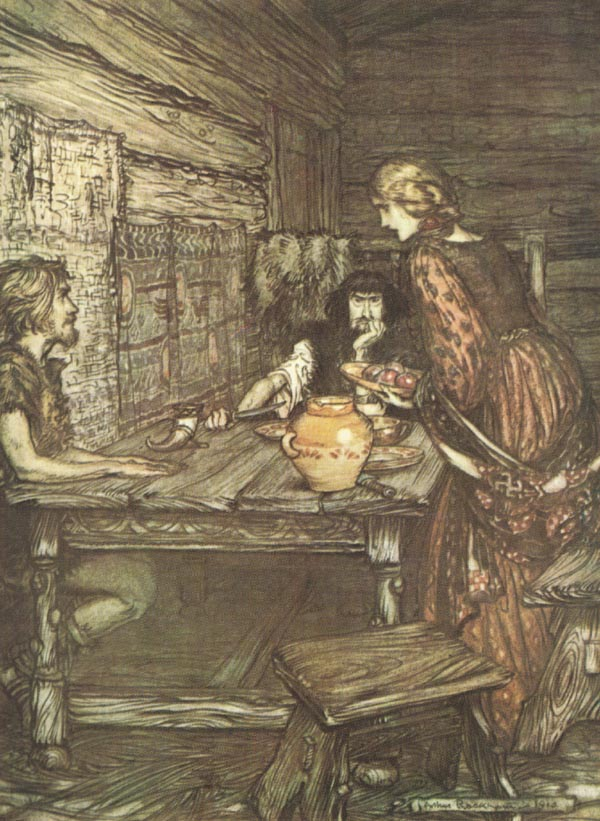
Hunding e Sieglinde hospedam Siegmund e conhecem sua história

#### Cena II
Ao retornar, Hunding relutantemente oferece hospitalidade ao visitante. Marcando a transição para a segunda cena, a entrada desse novo personagem é caracterizada por compassos curtos que demonstram seu caráter sombrio. Hunding se surpreende com tamanha semelhança entre sua esposa e o forasteiro. Ele começa a conversar com o hóspede, perguntando seu nome, até então desconhecido. Siegmund responde que não pode se chamar Pacífico nem Jubiloso, mas sim Doloroso.
Sieglinde, cada vez mais fascinada pelo sujeito desconhecido, pede para que ele conte sua história enquanto os homens comem. Siegmund então descreve um dia estar voltando para casa com seu pai após caçarem juntos, encontrando sua casa incendiada, sua mãe morta e sua irmã gêmea desaparecida, raptada pelo povo Neindinge (invejoso). Ambos passam a viver na floresta, lutando contra inimigos que por vezes apareciam. Hunding então o interrompe por um momento, mencionando que já havia ouvido falar sobre rumores dessa corajosa dupla que vivia na floresta. Siegmund continua sua história, e como o povo Neindinge os perseguiu de forma que ele perdesse contato com seu pai. Nessa hora a orquestra executa o tema da Valhala, uma referência a origem do pai de Siegmund, ainda desconhecida. Agora sozinho, ele deixa a floresta e se torna um desafortunado.
Após comentário seco de Hunding, Sieglinde pergunta ao hóspede como perdeu suas armas. Ele explica que certo dia encontrou uma garota sendo forçada a se casar, e discutiu com os parentes da moça, matando seus irmãos. Entretanto, por vingança suas armas foram quebradas e a moça morta pelo restante dos familiares. Desarmado e ferido, ele então escapou do local, chegando eventualmente à residência de Hunding. Quando Siegmund termina, Hunding revela que é um dos seus capturadores (assume-se que é um dos membros da família que quer vingança). Ele garante uma noite de hospedagem ao estranho, mas o desafia para um duelo na manhã seguinte. Hunding então deixa a sala com Sieglinde, ignorando o desconforto de sua esposa. Antes de deixar o recinto, ela indica um ponto específico da árvore em sua sala ao visitante, que não entende o significado.

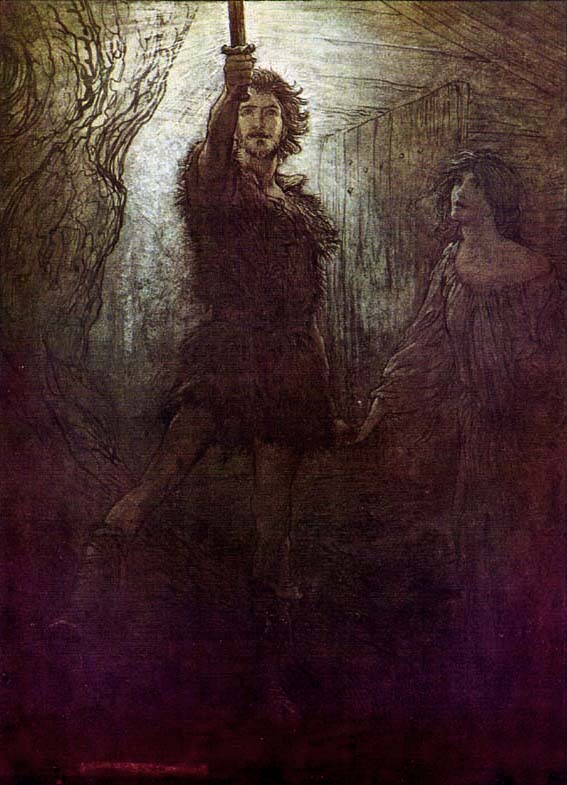
Com Sieglinde, sua irmã e noiva, Siegmund empunha sua espada, Nothung

#### Cena III
Iniciando outra cena, anoitece. Sozinho, Siegmund lamenta sua desgraça, citando a promessa de seu pai de que ele encontraria uma espada quando precisasse (lembrar que suas armas estavam quebradas pela batalha anterior, ele não tinha no momento outras disponíveis para duelar). Ele se sente desprotegido no local, apesar da presença da mulher adorável que acabara de conhecer. Começa então a invocar Volsa pela espada diversas vezes, um nome cujo significado é entendido posteriormente. Com o apagamento da lareira, ele percebe um clarão na árvore antes indicada por Sieglinde, e questiona o que seria aquilo.
Sieglinde retorna, explicando ter drogado a bebida de seu marido com uma erva narcótica para que repousasse profundamente. Ela diz querer mostrá-lo uma arma, e começa revelando que havia sido forçada a casar-se com Hunding após ter sido raptada. Durante a festa de casamento, um velho homem com um dos olhos cobertos apareceu e encravou uma espada no tronco de uma árvore localizada no centro da sala de sua casa, que nem Hunding nem seus comparsas conseguiam retirar. (Posteriormente descobre-se que o velho homem era Wotan, seu pai.) Ela toma conhecimento do tal velho e a que a espada se destina, e expressa seu anseio pelo herói que poderia obter a espada para si e salvá-la de sua condição atual. Após ouvir a história, Siegmund expressa seu amor pela mulher, sendo correspondido por ela, que por sua vez tenta entender de onde já o reconhece. Deduzindo que o forasteiro era seu herói, quando ele cita o nome de seu pai, Volsa, ela declara que ele é Siegmund, e que a espada era destinada especialmente para ele. A porta se abre sozinha, assustando os dois.
Siegmund então obtém a espada para si facilmente, e ela declara que é Sieglinde, sua irmã gêmea. Ele então nomeia a espada Nothung. O ato se encerra com Siegmund chamado Sieglinde por noiva e irmã, acariciando-a, e os dois partem do local.

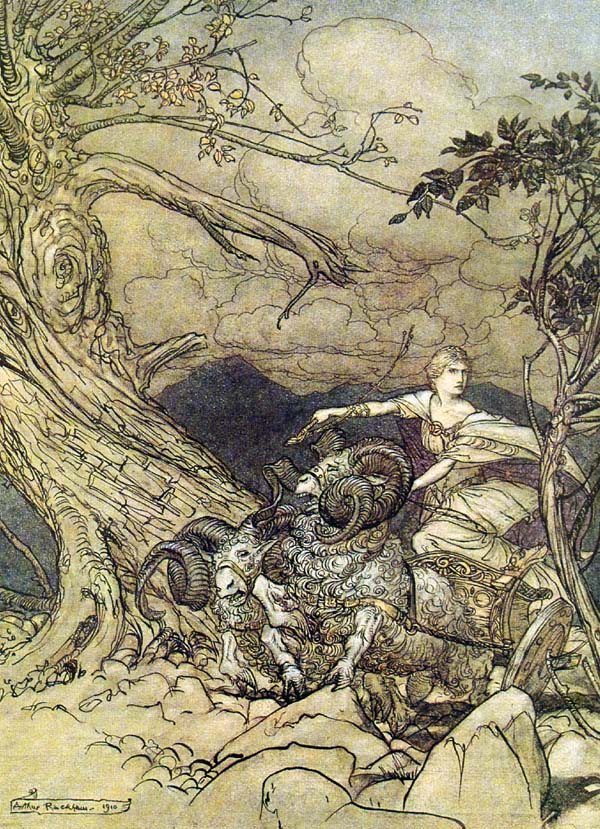
Apressada para se encontrar com Wotan, Fricka dirige seus carneiros furiosamente

### Ato II

#### Cena I
Wotan está nas rochas de uma montanha com Brünnhilde, uma de suas filhas valquírias. Ambos animados, ele a instrui a proteger Siegmund de um iminente ataque de Hunding (que após acordar do longo repouso proporcionado pelas drogas, estaria furioso pela ausência de sua esposa). Ela acata o pedido exclamando o brado típico das valquírias, e então percebe que Fricka está chegando rapidamente em um carro movido a carneiros. Fricka é esposa de Wotan e guardiã dos casamentos. A valquíria deixa o local. Ao chegar, claramente transtornada, Fricka exige a punição de Siegmund e Sieglinde por adultério e incesto. Ela sabe que Wotan era pai do casal; apesar de deus, ele também é conhecido como o homem mortal Volsa. Em seu contrato de casamento, Wotan prometeu ajudá-la em todos os momentos, ele deveria cumprir mais esse tratado. Ele protesta, alegando que precisava de um herói livre (não governado por ele, o governante dos deuses) para executar seus planos. Também alega que não vê problema na união dos dois, que foi motivada por amor. Mas Fricka replica, alegando que Siegmund não passa de um fantoche dele e não um herói livre, e censura a relação incestuosa do casal, inaceitável segunda ela, e a desonra da quebra do casamento entre Hunding e Sieglinde. Sem saída, tendo que cumprir seu contrato com a esposa, Wotan a promete cumprir sua última exigência: retirar a magia da espada de Siegmund de forma que ele perca o duelo, e que a valquíria não o ajude nessa batalha. Brünnhilde chega e Fricka parte, não antes de dizer à moça que seu pai tem algo a dizer.

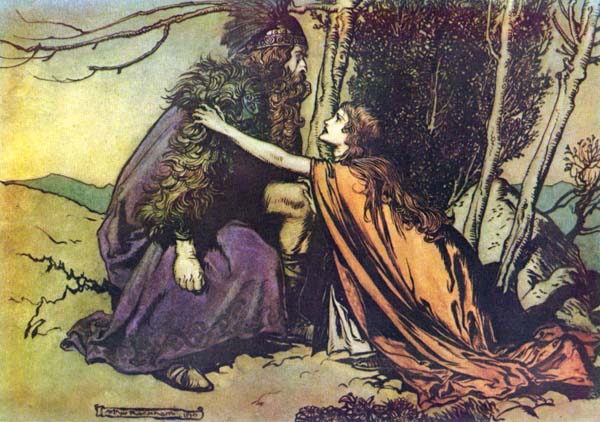
Wotan e Brünnhilde discutem o destino de Siegmund

#### Cena II
Fricka se retira, deixando Brünnhilde com um Wotan desamparado, bem diferente de quando haviam se encontrado pela última vez. Após pedido, Wotan a explica seus problemas, primeiramente hesitante ao se abrir com a filha, o que poderia fazer com que perdesse sua figura autoritária. Ele começa desde seus impulsos que o fizeram mal uso dos tratados que legisla e a participação de Loge, o "O Ouro do Reno" e o anão Alberich, a mensagem transmitida por Erda já prevendo desastre iminente. Inclusive, Brünnhilde é sua filha com Erda; ela e suas oito irmãs cresceram como as valquírias, damas da guerra que levam as almas dos heróis mortos para formar na Valhala um exército contra Alberich. Era uma tentativa de Wotan de reverter os fatos que estavam se sucedendo desde que ele havia sido amaldiçoado pelo anel. Neste momento, ela o interrompe momentaneamente para dizer-lhe que o exército está em boas condições, mas é avisada por Wotan que o problema ainda não era esse, havia mais a ser explicado. Ele continua, dizendo que o exército seria derrotado se Alberich tivesse posse do Anel, que no momento estava sob posse do gigante Fafner. Usando o elmo mágico Tarnhelm, o gigante havia se transformado em um dragão, circulando pela floresta com o tesouro do nibelungo. Wotan não poderia obter o anel de Fafner através da força, pois era governante e a posse do anel estava com o gigante sob contrato, não havia nada a fazer por conta própria. Ele precisava de um herói livre para derrotar Fafner em seu lugar, uma pessoas isenta de sua influência. A valquíria chega a citar Siegmund. Entretanto, como apontado por Fricka, Wotan só consegue criar servos para si, meros fantoches como Siegmund não eram pessoas livres de fato.

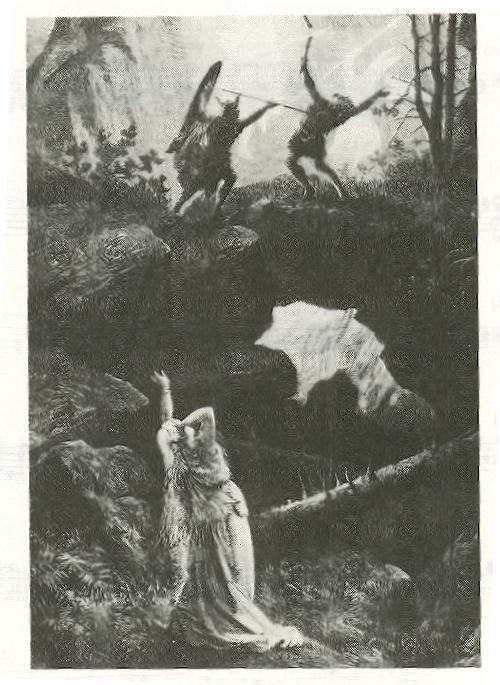
Siegmund é morto por Hunding após sua espada mágica ser estilhaçada por Wotan

Severamente, Wotan ordena Brünnhilde a obedecer Fricka e assegurar a morte de Siegmund, filho de Wotan e meio-irmão da valquíria. Ela hesita, questionando as ordens contraditórias de seu pai, mas por fim acata o pedido. Ele sai, deixando-a sozinha para se preparar para o duelo que viria a seguir.

#### Cena III
Após fugir da residência de Hunding, o casal Siegmund e Sieglinde chega à passagem da montanha, onde Sieglinde desaba exausta e sentindo-se culpada, indigna do amor de Siegmund. Ele a conforta, afirmando que se vingará de Hunding. Ela alega começar a ouvir a perseguição de seu marido, e delira, já antevendo o duelo.

#### Cena IV
Brünnhilde chega de uma gruta e se aproxima de Siegmund, contando-o sobre sua morte iminente. Ela diz que sua função é se apresentar àqueles prestes a morrer, levando-os à Valhala. Os dois conversam sobre a vida que Siegmund teria nesse novo lugar, e por fim ele recusa segui-la quando descobre que Sieglinde não poderia o acompanhar. Ela lhe diz que não resta outra alternativa, mas ele replica que não haveria como morrer tendo a espada mágica de seu pai em punho. A valquíria o esclarece que a mesma pessoa que o havia concedido a espada retirara seu poder. Siegmund revolta-se com a traição que ocorrera, clamando preferir ir ao inferno que acompanhar Brünnhilde à Valhala.
Transtornado, o guerreiro já ameaça matar sua esposa, sendo impedido pela valquíria. Impressionada por sua coragem e comovida pela situação, Brünnhilde reconsidera e concorda em proteger Siegmund, desrespeitando as ordens de seu pai. Com seus votos de bênção, ela deixa o local.

#### Cena V
Enquanto Siegmund contempla sua noiva repousando, Hunding chega anunciado por sua trompa, os dois discutem e Hunding ataca seu oponente. Abençoado pela imortal Brünnhilde, Siegmund reage e toma vantagem no duelo, mas Wotan aparece e estilhaça Nothung (a espada de Siegmund) com sua lança. Desarmado, Siegmund é morto por Hunding. Brünnhilde reúne Sieglinde e os pedaços da espada, e foge em seu cavalo Grane. Wotan observa muito triste seu filho morto. Em sua fúria, mata Hunding com somente um gesto, e parte em perseguição a sua filha, que havia desrespeitado sua ordem, deixando a cena ao som de um trovão.

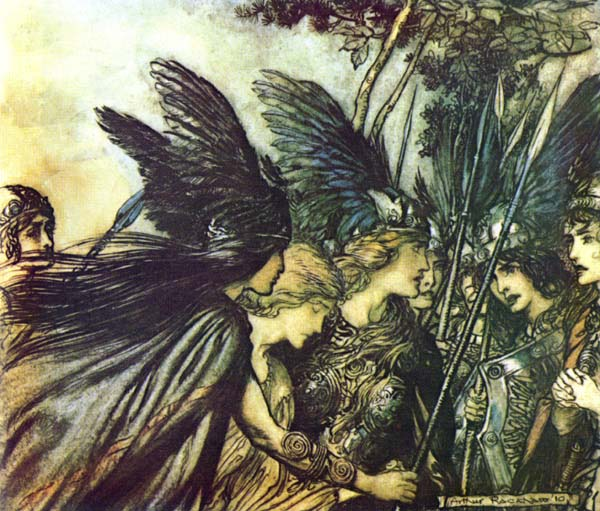
Brünnhilde trouxe uma mulher (Sieglinde) e não um herói morto, para surpresa de suas irmãs valquírias

### Ato III

#### Cena I
Em uma passagem musical conhecida como a Cavalgada das Valquírias (conhecida amplamente por sua utilização em outros meios), as valquírias Gerhilde, Ortlinde, Helmwige, Schwertleite, Waltraute, Siegrune, Grimgerde e Rossweisse se reúnem em uma montanha, cada uma com seu cavalo e levando um herói morto. Elas se espantam quando Brünnhilde chega trazendo consigo uma mulher viva. Ela pede ajuda a suas irmãs, explicando a perseguição de Wotan, mas elas não ousam desafiar seu pai. Insiste, pedindo um cavalo para a moça, mas elas estão irredutíveis. Brünnhilde então decide esperar Wotan enquanto Sieglinde foge. Antes de se retirar, Brünnhilde revela que Sieglinde está grávida de Siegmund, e chama o garoto ainda não nascido Siegfried. Sieglinde agradece e parte para a floresta. Ouve-se a voz enfurecida de Wotan, e as valquírias rodeiam Brünnhilde a fim de protegê-la de seu pai.

#### Cena II
Wotan chega enfurecido, exigindo que as outras valquírias entreguem Brünnhilde. Apesar delas tentarem acalmá-lo, ele se enfurece ainda mais com a atitude fraternal "mortal" das moças, indignas de sua condição de valquírias. Por fim, Brünnhilde se apresenta, e Wotan a julga: ela tem seu status de valquíria retirado, tornando-se uma mortal (um grande castigo a uma valquíria), e entrará em sono mágico na montanha até que um homem a salve, tornando-se seu esposo. As outras valquírias rogam piedade, mas fogem do local após Wotan exigir que elas se retirem, ameaçando estender a punição a elas.

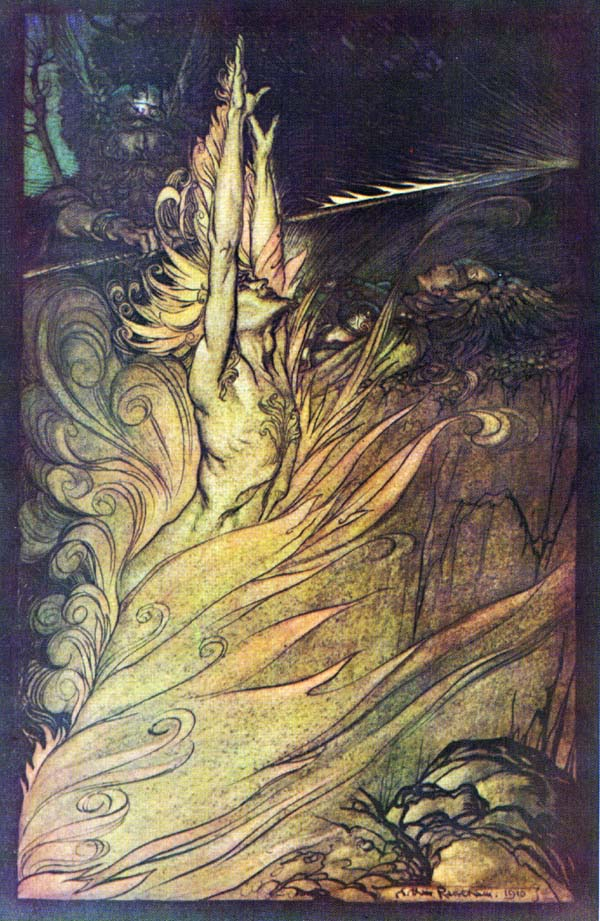
Wotan invoca Loge para criar o fogo mágico ao redor de Brünnhilde

#### Cena III
Brünnhilde suplica piedade a Wotan, ela que era sua filha favorita. Ela explica a coragem de Siegmund e sua decisão de protegê-lo, conhecendo os reais desejos de Wotan e não os impostos por Fricka. Entretanto, Wotan mantém a decisão. Já conformada com o fato de tornar-se uma mortal, ela ainda não aceita estar a mercê de um homem qualquer, sem valor. Chega a citar Siegfried. Wotan reafirma a decisão, enfatizando que qualquer um que a acordar do sono profundo a terá como esposa. Ela insiste, pedindo que somente um bravo herói digno consiga acordá-la do sono. Apesar de resistência inicial, seu pai acaba acatando o pedido, emocionado com a situação. Wotan define que o perímetro da montanha esteja coberto por fogo mágico, de forma que somente os bravos heróis dignos do amor da ex-valquíri a encontrem. Através do leitmotiv, ambos percebem que esta pessoa será o ainda não nascido Siegfried. Para realizar o pedido, Wotan deita Brünnhilde em uma rocha e a beija, iniciando o sono mágico. Ele invoca Loge para iniciar o círculo de fogo que a protegerá, sendo prontamente atendido. Ele então parte, citando "(…) quem teme a ponta de minha lança não passará pelo fogo"; isto é, somente pessoas livres poderão passar pelo fogo, quem não for regido pelo governante dos deuses.

## Composição

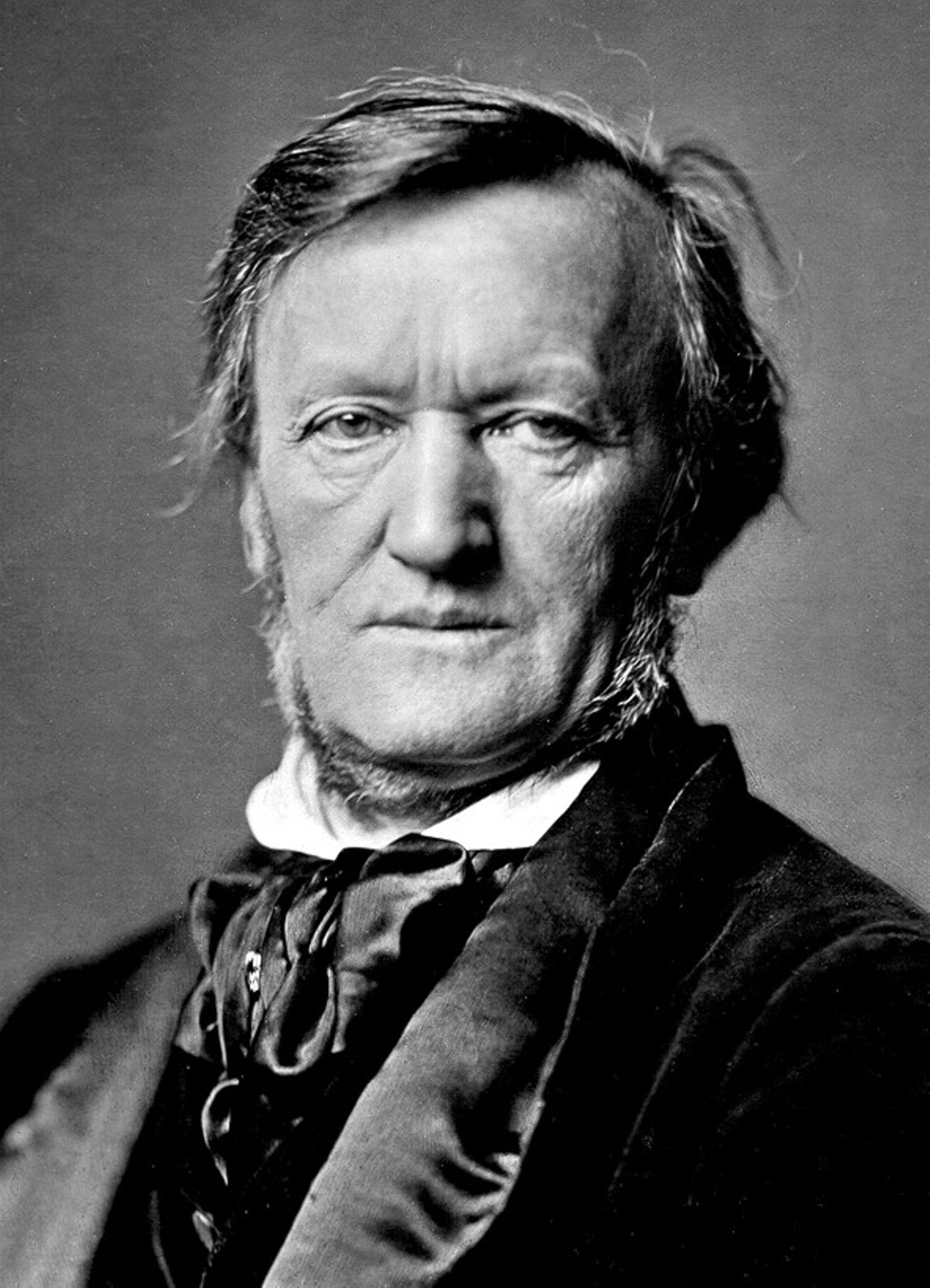
Richard Wagner, Munich

O primeiro esboço da Cavalgada das Valquírias foi feito em 23 de julho de 1851; os esboços do restante da obra data a partir de meados de 1852. Entretanto, somente a partir de 28 de junho de 1854 que Wagner começou a transformar tais esboços em uma esboço completo de todos os três atos. Essa versão preliminar (Gesamtentwurf) foi completada em 27 de dezembro de 1854, escrita à lápis. Tinha grande elaboração orquestral, diferente do esboço correspodente de Das Rheingold.
Logo em janeiro do ano seguinte, Wagner passou a compor a partitura completa sem se preocupar com esboços instrumentais intermediários, como no passado. Ele logo se arrependeu da decisão, já que diferentes interrupções tornaram a tarefa da orquestração extremamente trabalhosa. Entre tais interrupções estão uma visita de quatro meses a Londres, em que conduziu oito concertos da Sociedade Filarmônica Real, a revisão de sua Abertura de Faust e a supervisão de uma produção de Tannhäuser. Ele percebeu que houvesse um período muito grande entre os primeiros rascunhos e o esboço completo, ele já não se lembraria das intenções originais da orquestração. Consequentemente, algumas passagens tiveram que ser compostas novamente do início. Contudo, Wagner persistiu em seu projeto e a partitura estava completa em 20 de março de 1856. A cópia havia sido começada em 14 de julho de 1855, em Seelisberg, onde o compositor passou um mês com sua esposa. Ela foi completada em Zurique em 23 de março de 1856, três dias após o término da partitura completa.

## Papéis
Entre os personagens mortais, o papel de Siegmund é interpretado por um tenor, o de Sieglinde por uma soprano e o de Hunding por um baixo. Entre os deuses, Wotan é baixo-barítono e sua esposa Fricka mezzo-soprano. Entre as valquírias, filhas de Wotan, Brünnhilde, Gerhilde, Ortlinde e Helmwige são sopranos, Schwertleite é contralto, Waltraute, Siegrune, Grimgerde e Rossweisse são mezzo-sopranos.